# ماريا شيليجا لوفي
ماريا شيليجا-لوفي (أو ماريا زيليجا ، مواليد سنة 1854 - 2 يناير 1927) هي كاتبة بولندية، وكاتبة مسرح، ونسوية وداعية للسلام. ولدت في بولندا لكنها قضت معظم حياتها في فرنسا.

## السنوات المبكرة
ولدت في عائلة ثرية من ملاك الأراضي في مدينة جاسينيك سوليكي ، في بولندا في عام 1854، التي كانت في ذلك الوقت تابعة لروسيا.  كانت طفلة وحيدة.  توفي والدها وهي صغيرة، فقامت والدتها بتربيتها. نشرت روايتين عام 1873، "من أجل المثل الأعلى" و "اليوم السابق "، كما نشرت مجموعة قصائد. كتاباتها تدختص في موضوع المرأة العازبة التي تناضل من أجل الاستقلال والمقيدة بمجتمع منافق. بين 1875 و1876. قامت برحلة إلى براغ وميونيخ وفيرونا وبادوا وروما ونابولي. انتقلت هي ووالدتها إلى وارسو عام 1876، حيث تزوجت من ناشرها ستانيسلاف جان تشارنوفسكي. قرروا على الفور تقريبًا الانفصال وبدأوا إجراءات الطلاق. ثم مكثت في وارسو حتى عام 1880